# William Motter Inge
William Motter Inge (Independence, Kansas, 3 de mayo de 1913-Hollywood Hills, California, 10 de junio de 1973) fue un guionista y dramaturgo estadounidense. Recibió el premio Pulitzer en 1953 por su obra teatral Pícnic.

## Vida y obra
Trabajó como profesor entre 1937 y 1949 a la vez que se desempeñaba como editor en el St. Louis Star-Times desde 1943 hasta 1946. 
Su primera obra fue Farther Off from Heaven de 1947, trasladada para Broadway como The Dark at the Top of the Stairs.
Es más conocido por sus puestas en escena y por sus libretos Come Back, Little Sheba de 1950 (para la que se inspiró en una mujer que conoció durante sus sesiones en la asociación Alcohólicos Anónimos, a la que pertenecía), Picnic de 1953, y Bus Stop de 1955, así como también por su guion original para Esplendor en la hierba de 1961.
Se suicidó por inhalación de monóxido de carbono en 1973 a raíz de una depresión provocada por el relativo fracaso de sus últimas obras. 

### Televisión
En 1956 Marilyn Monroe protagonizó Bus Stop que se adaptó luego como una serie de televisión. Durante 1961–62 Inge fue guionista de ABC's Bus Stop con Marilyn Maxwell como Grace Sherwood.

## Premios y distinciones
Premios Óscar
| Año  | Categoría                        | Película               | Resultado |
| ---- | -------------------------------- | ---------------------- | --------- |
| 1962 | Mejor argumento y guion original | Esplendor en la hierba | Ganador   |